# قرية نهر الإمام
نهر الإمام قرية زراعية عراقية في قضاء المقدادية في محافظة ديالى شرق جمهورية العراق، غير بعيدة من الحدود الإيرانية، مساحة قرية نهر الإمام مع قرية شوك الريم 1648 دونماً، في قرية نهر الإمام تُزرع عدة محاصيل زراعية، تُسقى بساتينها من نهر ديالى الذي تتفرع منه ثلاثة نهيرات، نهر الهارونية والروز وخريسان، سكان القرية مزارعون، ولهم في قريتهم مدرسة ابتدائية ومدرسة متوسطة، وتصل إليهم مياه الشرب، وفيها جامع الرحمن، وشوارعها معبّدة. حتى شهر شباط سنة 2015، كان السكان في القرية نحو ألفي ساكن.

## هجمات
وفقاً لتقرير إذاعة العراق الحر، كانت قرية نهر الإمام آمنة لم تشهد توترات أمنية حتى يوم 18 شباط سنة 2015م حين شكا بعض أهالي القرية تعرضهم لهجمات من مليشيات مسلحة، قصفتهم بقذائف هاون، وطالبتهم حينئذٍ بتسليم المطلوبين أو الرحيل من القرية، فسلمَ أهل القرية مطلوباً وحيداً عندهم، وتبيّن بعدئذٍ أنه بريء من التهم، وقال يومئذٍ صبري جاسم المهداوي أحد سكنة القرية «إن القصف بقذائف الهاون مستمر على القرية لإجبار السكان على النزوح..جميع الوساطات وجهود شيوخ العشائر لم تفلح في إيجاد حل يوقف هجمات المليشيات على القرية».

### الإغارة والتهجير
في ليل 26 حتى فجر 27 تشرين الأول سنة 2021م، شنّت مجاميع مسلحة تحمل راية الحشد الشعبي غارة على قرية نهر الإمام، فقُتل اثنا عشر مواطناً من أهل القرية أحدهم طفل، ونزح آخرون إلى قرية شوك الريم المجاورة فقُصفت قرية شوك الريم، وكان ذلك انتقاماً من سكان قرية نهر الإمام المنتمين لأهل السنة، بعد أن تعرّض سكان قرية الرشاد ذات الأكثرية الشيعية القريبة لخطف بعض رجالهم ثم قتل آخرين، فهوجمت قرية نهر الإمام "بدعوى أن كاميرات المراقبة الأمنية قد رصدت عدداً من منفذي هجوم الرشاد قد خرجوا وعاد أثناء تنفيذ جريمتهم من قرية الإمام". وفي 27 تشرين الأول سنة 2021، نقل موقع قناة الحرة، قول رئيس المجلس البلدي السابق لقضاء لمقدادية، عدنان التميمي، إن "الحادث وقع بعد قيام عناصر من تنظيم داعش بقتل ما لا يقل عن خمسة أشخاص يعملون في حقل لتربية العجول في قرية الرشاد، بعدها اتصل عناصر داعش وأبلغوا ذوي القتلى أنهم اختطفوا أبناءهم وأنهم يريدون فدية لإطلاق سراحهم، توجه أهالي الضحايا إلى منطقة حددها التنظيم من أجل تسليم الأموال مقابل إطلاق سراح المخطوفين المزعومين، لكنهم تفاجئوا بكمين نصبه التنظيم لهم باستخدام قناصين، عناصر داعش تمكنوا من قتل عدد من أهالي الضحايا. وبعد سماع سكان القرية لأصوات الرصاص توجهوا للمكان ليقوم عناصر من التنظيم بفتح النيران باتجاههم وقتلوا عدد آخر". وذكر التميمي أن ردّات فعل حدثت من من شباب قرية الرشاد والمناطق المجاورة إذ شنوا هجوما انتقاميا على قرية نهر الإمام التي تقطنها عشائر ذات أغلبية سنية، قال عدنان التميمي" لم يكن هناك الكثير من الرجال في القرية لأنهم خرجوا تحسبا لمثل هكذا عمليات انتقامية، والتي عادة ما تحصل عند كل هجوم ينفذه داعش، الهجوم الانتقامي أسفر عن مقتل ما لا يقل عن أربعة أشخاص "بينهم أطفال ورجال كبار في السن بالإضافة إلى حرق أراض زراعية ومنازل". ذُكرَ أن مئتي عائلة هجرت قرية "نهر الإمام"، وخمس وخمسون عائلة من قرية "العامرية"، وأكثر من ستين عائلة من قريتي "الميثاق" الأولى والثانية، ونحو خمس وعشرين عائلة من قرية "الرشاد". ومازالت منذئذٍ القرية خالية من أهلها، لا يدخلها أحد حتى يوم 2 تشرين الثاني سنة 2021.

## الإعمار
في 2 تشرين الثاني سنة 2021 شكّل ديوان الوقف السني لجنة عليا لإعادة إعمار وتأهيل المنازل والمساجد بقرية نهر الإمام.